# Heiligenfelde
Heiligenfelde este o comună din landul Saxonia-Anhalt, Germania.